# 帽儿山岳桦
帽儿山岳桦（学名：Betula ermanii var. macrostrobila）为桦木科桦木属下的变种。

## 扩展阅读
- 維基物種上的相關：帽儿山岳桦